# ستو لنغا (كامبريدجشير)
ستو لنغا (بالإنجليزية: Stow Longa)‏ هي قرية وأبرشية مدنية تقع في المملكة المتحدة في إنجلترا.